# De Spelbrekers
De Spelbrekers — нидерландский поп-дуэт, представлявший свою страну на конкурсе песни Евровидение 1962.

## История
В состав группы входили Тео Реккерс (нидерл. Theo Rekkers, 1924—2012) и Хюг Кок (нидерл. Huug Kok, 1918—2011). Оба солиста познакомились на немецком военном заводе в 1943 году, куда были устроены во время Второй мировой войны. Обоих связывал интерес к музыке, и в 1945 году они сформировали собственный дуэт. Первоначально группа не пользовалась особым успехом у публики, однако в 1956 году композиция «Oh, wat ben je mooi» стала активно транслироваться по радио и стала популярной в Нидерландах, заняв пятое место в местном чарте. В 1962 году исполнители представляли свою страну на Евровидении с песней «Katinka». В Голландии песня имела большой успех, хотя и не была отмечена на конкурсе.
В дальнейшем их популярность стала снижаться, и в 1970 году музыканты «отодвинули» музыку на второй план, занявшись продюсированием ставших впоследствии известными музыкальных исполнителей.
Коллектив распался после тридцати лет своего существования, в 1975 году.

## Дискография

### Альбомы
- Feest met de Spelbrekers (1965)

### Синглы
- Piet Speel een Deuntje (1950)
- Zie De Gij Me Gere (1951)
- Het mooiste meisje (1953)
- Je ziet er leuker uit met een hoed (1953)
- Hopsa Opoe Groen (1953)
- De Toeter van M’n Scooter (1954)
- C’est Magnifique (1955)
- De Snipperdag (1955)
- Rood wit blauw (1955)
- Rosa Rosa Nina (1956)
- In het dal van de Taag (1956)
- Zestien ton (1956)
- Jolie Jacqueline (1956)
- Oh wat ben je mooi (1956)
- De kinderbijslag (1956)
- De Voetbal Polonaise (1957)
- Rock Around the Clock (1957)
- De puzzelkoorts (1958)
- O blonde Annemarie (1958)
- Ma (1958)
- Marjan, Marjan (1958)
- Round and Round (1958)
- Eén meter 98 lang (1959)
- Want als je 80 bent (1959)
- Een sprookje (1959)
- Oui oui oui (1959)
- Het ezeltje (1960)
- Op het tweede perron (1960)
- Ik ga weer naar zee (1960)
- Waarom geef je me steeds een knipoog (1960)
- Parijs ligt aan de Seine (1960)
- Achttien jaar (1960)
- Een riks contant (1961)
- Als ik opsta (1961)
- Katinka (1962)
- Carnaval (1962)
- Waar zijn al de bloemen toch (1963)
- Carolien Caroline (1963)
- De Hoedendans (1964)
- Geertrui (1964)
- Ja, zo’n dag (1967)
- Love Liebe l’Amour (1967)